# Rain on Me (Ashanti)
Rain on Me è un brano musicale della cantante statunitense Ashanti, estratto come singolo dell'album del 2003 Chapter II. Il singolo ha raggiunto la settima posizione nella Billboard Hot 100 e la top 20 nel Regno Unito.
Il brano contiene un campionamento di The Look of Love di Isaac Hayes. La versione remix del brano presente sull'album Collectibles figura una interpolazione rap di Can I Live? di Jay-Z. Al remix inoltre collaborano Hussein Fatal, Charli "Chuck" Baltimore e Ja Rule della The Inc. Records, stessa etichetta di Ashanti.
Il video musicale prodotto per Rain on Me è stato distribuito il 28 agosto 2003 ed è stato girato dal regista Hype Williams a Barcellona. Esistono due versioni del video.
Nel 2004, il brano ha fatto vincere ad Ashanti una nomination ai Grammy Award nella categoria miglior interpretazione R&B femminile.

## Tracce
CD Single Universal B0000DIXN8
1. Rain on Me (Album Version)
2. Rain on Me (Taz & Vanguard Remix)
3. Baby

## Classifiche
| Classifica (2003)                    | Posizione più alta |
| ------------------------------------ | ------------------ |
| Germania                             | 70                 |
| Svizzera                             | 85                 |
| Official Singles Chart               | 19                 |
| U.S. Billboard Hot 100               | 7                  |
| U.S. Billboard Hot R&B/Hip-Hop Songs | 2                  |